# Chihayafuru
Chihayafuru (jap. ちはやふる) ist eine von Yuki Suetsugu geschriebene und gezeichnete Manga-Reihe. Sie wird seit 2007 im vom Kōdansha herausgegebenen Josei-Magazin Be Love veröffentlicht und beschreibt den Werdegang der Oberschülerin Chihaya Ayase, die sich durch einen Mitschüler inspiriert als Kind vornimmt, eine professionelle Hyakunin-Isshu-Karuta-Spielerin zu werden. Neben den Erfolgen und Niederlagen im Wettkampf stehen auch die Beziehungen zwischen ihr, zwei sehr guten Kindheitsfreunden und den anderen Mitgliedern eines von ihr gegründeten Karuta-Schulclubs im Mittelpunkt der Handlung.
Der Manga gewann 2009 den Manga Taishō Preis und den 2011 den Kōdansha-Manga-Preis in der Shōjo-Kategorie. Seit der Veröffentlichung des vierten Bandes im März 2009 erschien der Manga regelmäßig in den japanischen Comiccharts und wurde so populär, dass seit August 2011 mehr als 4,5 Millionen Exemplare verkauft wurden. Infolgedessen gewann auch das wettkampforientierte Karuta (競技かるた, Kyōgi Karuta) in Japan wieder Popularität.
Das Animationsstudio Madhouse adaptierte Chihayafuru unter der Regie von Morio Asaka als gleichnamige Anime-Fernsehserie, die 2011 im japanischen Fernsehen ausgestrahlt wurde und 2013 und 2019 Fortsetzungen erhielt.

## Etymologie

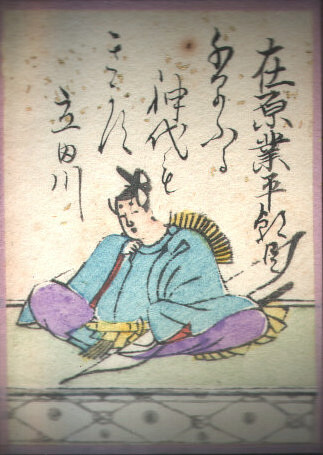
Eine Karuta mit Ariwara no Narihiras titelgebendem Gedicht Chihayaburu …

Der Name des Manga stammt aus der Anfangszeile von folgendem Gedicht aus dem 9. Jahrhundert von Ariwara no Narihira im Hyakunin Isshu, dessen Gedichte auf Uta-Garuta-Karten zu finden sind:
| Japanisch                                                | Transkription                                                             | englische Übersetzung                                                                                                  |
| -------------------------------------------------------- | ------------------------------------------------------------------------- | --- |
| 千早ぶる 神代もきかず 龍田川 からくれないに 水くくるとは | chihayaburu kamiyo mo kikazu Tatsutagawa karakurenai ni mizu kukuru to wa | A marvel unknown Even in the august age of gods— The Tatsuta River Has dyed its waters into A crimson shibori pattern. |

Eigentlich Chihayaburu (千早振る) gelesen ist es ein „Kopfkissenwort“, d. h. ein schmückendes Beiwort, zu Kami und bedeutet in diesem Kontext „mächtig“.

## Handlung
Die Handlung von Chihayafuru beginnt unvermittelt mit einem neuen Schuljahr, in dem die Oberschülerin Chihaya Ayase erneut auf ihren einstigen Schulfreund Taichi Mashima trifft. Am Ende des Schultags finden beide Zeit für ein Gespräch, das sie an die Zeit als Grundschüler erinnert. Innerhalb dieser Rückblende wird aufgeklärt, wie es dazu kam, dass Chihaya es sich zum Ziel setzte, die weltweit beste Karuta Spielerin zu werden. Während ihrer Grundschulzeit lernte sie den sonst von der Klasse gemiedenen Mitschüler Arata Wataya kennen, der nahezu wie besessen Karuta trainierte. Zugleich konnte er Chihaya dadurch enorm beeindrucken, da er mit Abstand der stärkste Spieler war, den sie je kennengelernt hatte. In einem Testspiel gegen ihn verlor sie eine Karte nach der anderen. Lediglich eine Karte konnte sie ihm abnehmen. Dies war die so genannten Chihaya-Karte, die im weiteren Verlauf noch häufiger von Bedeutung ist. So wie sich Arata zum Ziel gesetzt hatte, der beste Karuta Spieler zu werden, so nahm sich Chihaya nun vor, die beste Karuta-Spielerin zu werden. Zugleich gelang es ihr, dass Arata in der Klasse anerkannt wurde und auch Taichi, der zuvor mit unfairen Mitteln gegen Arata vorging, sich letztlich mit ihm versöhnte, obwohl er es nicht ausstehen konnte, Arata unterlegen zu sein. Später trennten sich die Wege der Freunde, die Chihaya jedoch durch das Spielen von Karuta wieder vereinen will.
Wieder zurück in der Gegenwart, von dem Auftauchen von Taichi inspiriert, schickt sie sich an, einen Karuta-Club an ihrer Schule zu gründen. Jedoch fällt die Suche nach neuen Mitgliedern schwer. Während sie Taichi noch relativ leicht dazu bewegen kann, gelingt es ihr einfach nicht, andere Schüler mit ihrer rabiaten Art zu überzeugen. Dabei baut Taichi unter anderem den Kontakt zu Dr. Harada, seinem alten Lehrer und derzeitigem Lehrer von Chihaya, wieder auf. Chihaya versucht sich unterdessen für die A-Klasse zu qualifizieren. Ihre anschließende Freude über ihren Erfolg möchte sie dabei auch unbedingt an Arata weiterleiten. Bei ihrem Anruf muss sie jedoch entsetzt feststellen, dass Arata aufgrund eines familiären Todesfalls das Spielen von Karuta aufgegeben hat. Dies fast nicht glauben könnend, reist sie nach Fukui, um ihr einstiges Vorbild zu besuchen. Jedoch stößt sie damit bei Arata nur auf wenig Gegenliebe, der sie nach kurzem Empfang wieder wegschickt. Dennoch hinterlässt ihr Auftauchen bei Arata sichtliche Spuren, der sich, als Chihaya schon wieder abreist, dazu entschließt, wieder aktiv Karuta zu spielen und seine Karriere fortzusetzen.
Immer noch auf der Suche nach neuen Mitgliedern ist Chihaya schon fast am verzweifeln, bis sich die des Kendō überdrüssige Kanade Ōe in die Nähe des Clubraumes verirrt und von einer heranfliegenden Karte überrascht wird. Als sie merkt, mit welcher Energie Taichi und Chihaya spielen, kann sie sich dafür begeistern. Zugleich stellt sie aber auch die Forderung, dass von nun an in Hakama (traditionelle Kleidung) gespielt wird. Dabei stellt sich Kanade als überaus hilfreich heraus, denn sie kennt nicht nur bereits die hundert Gedichte der Spielkarten, sondern auch deren Bedeutung, womit es ihnen leichter fällt, sich die Reihenfolge der Karten zu merken.
Als zweites gelingt es ihnen, Tsutomu Komano zu überzeugen, dem Schulclub beizutreten. Dies war jedoch keine einfache Aufgabe, da Tsutomu bis dahin eigentlich nie was anderes machte, als für die Schule zu lernen und keinerlei Kontakt mit anderen Schülern pflegte. Dazu kommt noch seine Depression, trotz seiner großen Anstrengungen bisher immer im Schatten von Taichi gestanden zu haben, da er es immer nur schaffte, zweitbester Schüler zu sein, während es Taichi ungerechterweise einfach zufalle, gut zu sein. So bringt letztlich das Argument, das Karuta viel Strategie benötige und dabei helfe, sich in der Schule zu verbessern, den Durchbruch. Seitdem steht er der Mannschaft hauptsächlich durch kühle taktische Überlegungen zur Seite und deckt die Schwächen der Gegner und eigenen Spieler auf.
Als fünftes und letztes Mitglied versucht Chihaya Yusei Nishida zu rekrutieren. Der durchaus übergewichtige Junge, den sie einst und auch noch immer als Nikuman-kun bezeichnet, war einst ein guter Karuta Spieler, gab dann jedoch auf und ist mittlerweile Mitglied des Tennisclubs. Da Chihaya jedoch nicht nachlässt und ihn wiederholt an seine Zeiten als erfolgreicher Karuta Spieler erinnert, gibt er nach und tritt ebenso dem Karuta-Club bei. Dies missfällt der Aufseherin der Tennismannschaft, zugleich sucht der Karuta-Club nach einem Lehrer, der den Club leiten will. Da die Lehrerin noch immer ein gewisses Interesse an Yusei hat und die Clubaktivitäten beobachtet, wird auch sie allmählich in den Bann gezogen und beginnt zunehmend stolz, den Karuta Club zu unterstützen.
Der weitere Verlauf der Handlung konzentriert sich auf die Fortschritte der Spieler, während sie langsam im Rang aufsteigen, aber auch immer wieder herbe Rückschläge hinnehmen müssen. Dabei spielt die Dreiecks-Liebes-Beziehung zwischen Chihaya, Taichi und Arata immer wieder eine Rolle und es wird sowohl auf die Hintergründe der Gegner als auch der Mitglieder in verschiedenen Nebenhandlungen eingegangen, während Chihaya an ihrem Ziel festhält, eines Tages die „Queen“ (beste Karuta Spielerin Japans) zu werden.

## Entstehung und Veröffentlichungen

### Manga
Die Mangareihe wird von der japanischen Künstlerin Yuki Suetsugu geschrieben und gezeichnet. Die noch immer fortgesetzte Geschichte wird seit Ausgabe 2/2008 vom 28. Dezember 2007 in dem von Kōdansha herausgegebenen Magazin Be Love veröffentlicht. Die einzelnen Kapitel wurden zu bisher in 42 Tankōbon-Ausgaben zusammengefasst, die seit Mai 2008 ebenfalls von Kōdansha herausgegeben werden und ebenfalls als E-Book erhältlich sind.
- Bd. 01: ISBN 978-4-06-319239-1, 13. Mai 2008
- Bd. 02: ISBN 978-4-06-319245-2, 12. September 2008
- Bd. 03: ISBN 978-4-06-319252-0, 12. Dezember 2008
- Bd. 04: ISBN 978-4-06-319259-9, 13. März 2009
- Bd. 05: ISBN 978-4-06-319266-7, 12. Juni 2009
- Bd. 06: ISBN 978-4-06-319271-1, 11. September 2009
- Bd. 07: ISBN 978-4-06-319276-6, 11. Dezember 2009
- Bd. 08: ISBN 978-4-06-319282-7, 12. März 2010
- Bd. 09: ISBN 978-4-06-319287-2, 11. Juni 2010
- Bd. 10: ISBN 978-4-06-319294-0, 13. September 2010
- Bd. 11: ISBN 978-4-06-380301-3, 13. Dezember 2010
- Bd. 12: ISBN 978-4-06-380309-9, 11. März 2011
- Bd. 13: ISBN 978-4-06-380320-4, 13. Juni 2011
- Bd. 14: ISBN 978-4-06-380324-2, 13. September 2011
- Bd. 15: ISBN 978-4-06-380331-0, 13. Dezember 2011
- Bd. 16: ISBN 978-4-06-380339-6, 13. März 2012
- Bd. 17: ISBN 978-4-06-380349-5, 13. Juni 2012
- Bd. 18: ISBN 978-4-06-380359-4, 13. September 2012
- Bd. 19: ISBN 978-4-06-380369-3, 13. Dezember 2012
- Bd. 20: ISBN 978-4-06-380379-2, 13. März 2013
- Bd. 21: ISBN 978-4-06-380389-1, 13. Juni 2013
- Bd. 22: ISBN 978-4-06-380397-6 (normal), ISBN 978-4-06-358459-2 (limitiert mit DVD), 13. September 2013
- Bd. 23: ISBN 978-4-06-380410-2, 13. Dezember 2013
- Bd. 24: ISBN 978-4-06-380422-5, 11. April 2014
- Bd. 25: ISBN 978-4-06-380433-1, 11. Juli 2014
- Bd. 26: ISBN 978-4-06-380442-3, 10. Oktober 2014
- Bd. 27: ISBN 978-4-06-380465-2, 13. April 2015
- Bd. 28: ISBN 978-4-06-380474-4, 12. August 2015
- Bd. 29: ISBN 978-4-06-380484-3, 13. Oktober 2015
- Bd. 30: ISBN 978-4-06-380491-1, 13. Januar 2016
- Bd. 31: ISBN 978-4-06-380498-0, 11. März 2016
- Bd. 32: ISBN 978-4-06-394513-3, 13. Juli 2016
- Bd. 33: ISBN 978-4-06-394522-5, 13. Oktober 2016
- Bd. 34: ISBN 978-4-06-394535-5, 13. März 2017
- Bd. 35: ISBN 978-4-06-394550-8, 10. August 2017
- Bd. 36: ISBN 978-4-06-510484-2, 13. November 2017
- Bd. 37: ISBN 978-4-06-511004-1, 13. Februar 2018
- Bd. 38: ISBN 978-4-06-511697-5, 11. Mai 2018
- Bd. 39: ISBN 978-4-06-512495-6, 9. August 2018
- Bd. 40: ISBN 978-4-0651-3925-7, 14. November 2018
- Bd. 41: ISBN 978-4-0651-5049-8, 14. März 2019
- Bd. 42: ISBN 978-4-0651-6668-0, 13. Juli 2019

Außerhalb Japans wurde der Manga für die Veröffentlichung in Taiwan von Tong Li Publishing lizenziert.
Bis März 2018 wurden von der Reihe mehr als 22 Millionen Exemplare verkauft.

### Spielbuch
Am 11. November 2011 erschien ein als Chihayafuru ISBN 978-4-06-364879-9 betiteltes Anleitungsbuch bei Kōdansha. Es beschäftigt sich inhaltlich mit den Dichtungen der Anthologie Ogura Hyakunin Isshu, welche die Grundlage der hundert Verse des Hyakunin-Isshu-Karuta sind.

### Roman
Von Yui Tokiumi stammt eine Adaption als Light Novel mit Illustrationen von Yuki Suetsugu namens Shōsetsu Chihayafuru: Chūgakusei-hen (小説 ちはやふる 中学生編, „Roman Chihayafuru: Mittelschüler-Kapitel“). Von diesem erschienen insgesamt vier Bände:
- Bd. 1: ISBN 978-4-06-376698-1, 13. September 2012
- Bd. 2: ISBN 978-4-06-376751-3, 13. Dezember 2012
- Bd. 3: ISBN 978-4-06-376888-6, 13. September 2013
- Bd. 4: ISBN 978-4-06-376918-0, 13. Dezember 2013

### Anime
Aufbauend auf der Manga-Reihe entstand die gleichnamige Anime-Fernsehserie Chihayafuru, deren Produktion erstmals im Mai 2011 angekündigt wurde. Die Serie wurde vom Animationsstudio Madhouse unter der Regie von Morio Asaka nach dem Drehbuch von Naoya Takayama produziert. Das Charakterdesign basiert auf dem des Mangas, wurde aber von Kunihiko Hamada an die Gegebenheiten für Animationen angepasst. Die Künstlerische Leitung übernahm Tomoyuku Shimizu.
Die Erstausstrahlung der Serie begann in der Nacht des 5. Oktober 2011 (und damit am vorherigen Fernsehtag) und endete am 28. März 2012 auf NTV (Nittele). Im Abstand von einigen Tagen begannen FBS und der Internet-Fernsehsender Showtime ebenfalls mit der Ausstrahlung. Die Sender YTV, HTV und landesweit auf Nittele Plus begannen im Januar und Februar 2012 mit der Übertragung. Ebenso wurde die Serie als Simulcast (etwa eine Stunde nach Erstausstrahlung) auf Crunchyroll mit englischen Untertiteln angeboten, dessen Stream in den Vereinigten Staaten, Kanada, dem Vereinigten Königreich, Irland, Südafrika, Australien und Neuseeland verfügbar war.
Die zweite Staffel Chihayafuru 2 mit weiteren 25 Folgen lief vom 12. Januar bis 29. Juni 2013 ebenfalls nach Mitternacht (und damit am vorigen Fernsehtag) auf NTV, sowie mit Zeitversatz auch auf YTV und Nittele Plus. Eine 26. Folge war der limitierten Fassung des 22. Mangabandes vom 13. September 2013 beigelegt.
Die dritte Staffel Chihayafuru 3 mit 24 Folgen wurde vom 23. Oktober 2019 bis zum 25. März 2020 bei NTV ausgestrahlt. Auch diese Staffel wurde als leicht verzögerter Simulcast auf Crunchyroll ausgestrahlt.
Die DVD- und Blu-ray-Veröffentlichung der ersten Staffel erschien vom 21. Dezember 2011 bis 22. August 2012 in neun Teilen im japanischen Handel sowie die zweite Staffel in einer zweiteiligen DVD/Blu-ray-Box am 22. Mai und 18. September 2013.

#### Synchronisation
| Rolle            | Japanischer Sprecher (Seiyū)          |
| ---------------- | ------------------------------------- |
| Chihaya Ayase    | Asami Seto                            |
| Arata Wataya     | Yoshimasa Hosoya Yuka Terasaki (Jung) |
| Taichi Mashima   | Mamoru Miyano Ayahi Takagaki (Jung)   |
| Kanade Ōe        | Ai Kayano                             |
| Yusei Nishida    | Tōru Nara                             |
| Tsutomu Komano   | Tsubasa Yonaga                        |
| Hidehiro Harada  | Unshō Ishizuka                        |
| Shinobu Wakamiya | Mihoko Nakamichi                      |
| Chitose Ayase    | Aya Endō                              |

#### Musik
Der Vorspann der ersten Staffel wurde mit einer Kurzfassung des Titels Youthful unterlegt. Er wurde von Ko-ta und Ko-hey komponiert und arrangiert. Ebenso stammt der Liedtext aus der Feder beider Künstler. Interpretiert wurde der Titel von der Band 99RadioService. Als gleichnamige Single erschien der Titel am 30. November 2011 beim Label VAP. Bei der zweiten Staffel kam Star zum Einsatz komponiert, getextet und interpretiert von denselben Künstlern, sowie Osamu Takeuchi als weiteren Liedtexter. Die Single erschien am 6. März 2013.
Im Abspann der ersten Staffel war eine Kurzfassung des Titels Soshite Ima (そしていま) zu hören der von Sprecherin Chihayas, Asami Seto, interpretiert wurde. Liedtext, Komposition und Arrangement stammen von Yutaka Shin’ya. Die zweite Staffel nutzte Akane Sora (茜空) getextet von coffa, sowie ebenfalls komponiert und arrangiert von Yutaka Shin’ya und gesungen von Asami Seto. Diese wurden auf den jeweiligen Soundtrack-CDs veröffentlicht.
Vor- und Abspann der Serie wurde zudem am 22. Februar 2012 bei iTunes als Digitalsingle veröffentlicht.
Die Hintergrundmusik der Serie wurde von Kosuke Yamashita komponiert. Sie wurde auf drei Soundtracks mit den Namen Chihayafuru Original Soundtrack & Character Song Shū #1 am 18. Januar 2012, Chihayafuru Original Soundtrack & Character Song Shū #2 am 28. März 2012 und Chihayafuru 2 Original Soundtrack am 20. März 2013 von VAP veröffentlicht.

### App
Für Mobiltelefone mit der Unterstützung für FOMA und SoftBank 3G wurde eine App veröffentlicht, die es den Besitzern des Spiels erlaubt, gegeneinander Karuta zu spielen.

### Realfilm
Am 13. April 2015 wurde die Adaption des Manga als Kinofilm bekanntgegeben. Der erste Teil Chihayafuru: Kami no Ku hatte seine Premiere am 23. Juli 2016 bei dem kanadischen Fantasia International Film Festival. Der zweite Teil, Chihayafuru: Shimo no Ku wurde ebendort einen Tag später uraufgeführt.